# 高度道路交通システム

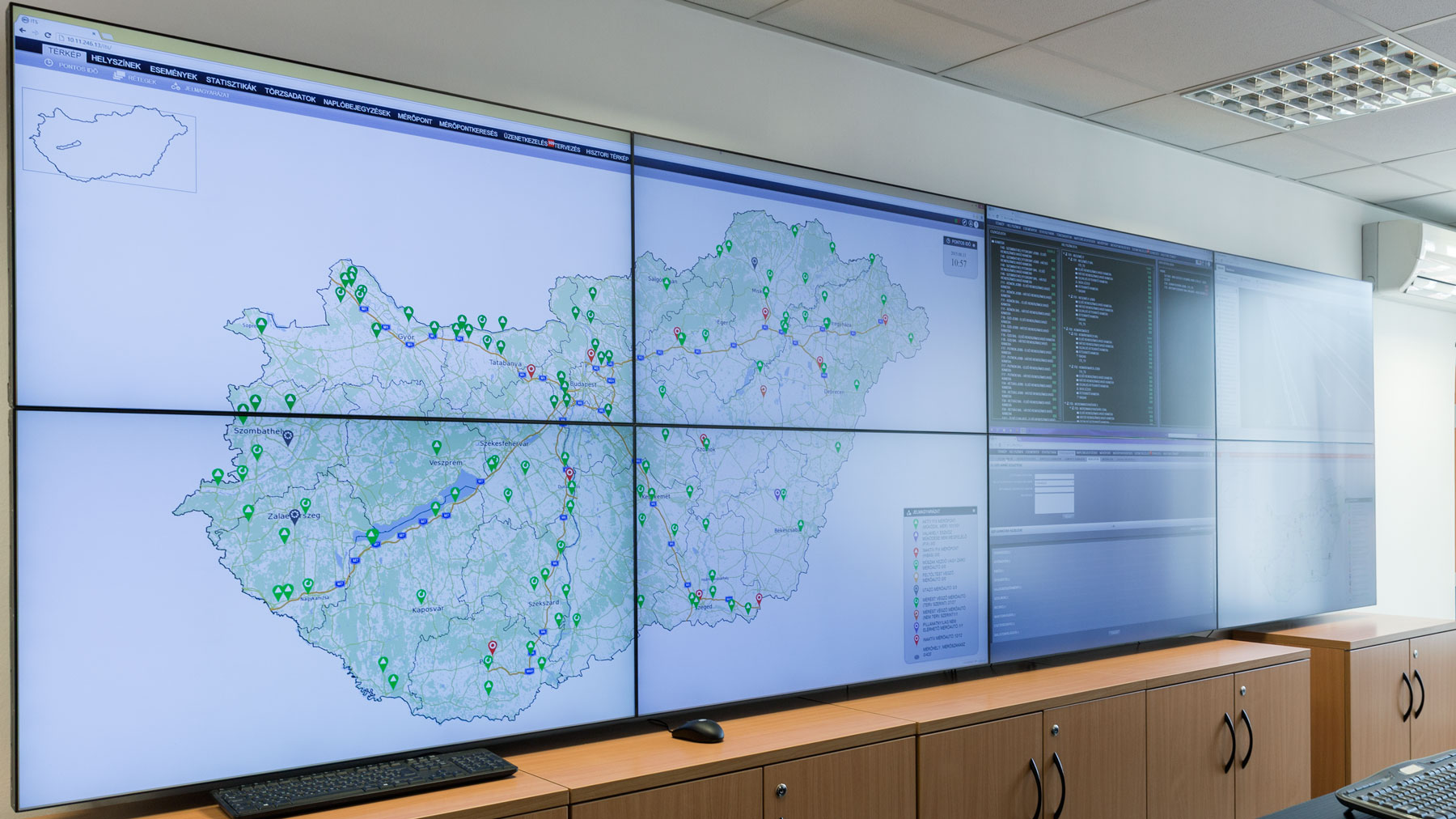
ITSグラフィカルユーザインタフェースは、高速道路ネットワークとそのデータポイントを表示する。

高度道路交通システム（こうどどうろこうつうシステム、Intelligent Transport Systems、ITS）は、IT (Information Technology) を利用して交通の輸送効率や快適性の向上に寄与する一連のシステム群を指す総称名である。高度交通システム（こうどこうつうシステム）とも。道路交通、鉄道、海運、航空などの交通が対象となる。

## 概説
高度道路交通システム（ITS）は情報通信やエレクトロニクスといった新技術を活用して交通システムのインテリジェント化を図り安全・円滑・快適な交通環境を実現するシステムである。
各種のシステムがITSには含まれる。例えば、バスロケーションシステム、e-Call、カーシェアリングにおける自動車の予約、タクシーのワイパー稼働状況をもとにした局地気象情報の提供など多岐にわたる。

## 各国の取り組み

### 欧州
ヨーロッパでは1984年に欧州委員会が研究開発プロジェクトに助成金を交付するフレームワークプログラムを開始。1985年からはバイオ・医療技術、通信技術、エネルギー、運輸技術などの9分野について市場指向性が強いEUREKAプログラムが開始された。1991年にはERTICOが設立された。

### 米国
アメリカでは1990年にITS Americaが設立された。同年、アメリカ合衆国運輸長官のサミュエル・K・スキナーが議会でITSの重要性を訴えてITSの技術開発が国家プロジェクトに位置づけられた。1991年には総合陸上輸送効率化法（ISTEA）が成立した。

### 日本
日本では1994年に道路・交通・車両インテリジェント化推進協議会（VERTIS）が設立された。
日本においては、以下の9つの開発分野に分けるシステム分類がある。
1. ナビゲーションシステムの高度化
  - VICS
2. 自動料金収受システム
  - ETC
3. 安全運転の支援
  - AHS（高速道路を中心とした安全運転の支援システム）
  - DSSS（一般道路を中心とした安全運転の支援システム）
  - 先進安全自動車（ASV、車両を中心とした安全運転の支援システム）
4. 交通管理の最適化
  - UTMS（交通信号機を核とする警察版のITS）
  - 駐車場案内システム
5. 道路管理の効率化
6. 公共交通の支援
  - PTPS（公共車両優先システム）
  - TDM（交通需要マネジメント）
  - IMTS （磁気誘導式鉄道とも呼ぶ。法的には鉄道扱い）
  - デマンドバス
  - パークアンドライド
7. 商用車の効率化
  - 共同配送
  - ロケーション管理システム
8. 歩行者等の支援
9. 緊急車両の運行支援

## 国際標準化とITS世界会議

### 国際標準化
1990年代にITSの技術が世界的に広がりをもち始めたことから国際標準化が課題となった。国際標準化機構（ISO）にはワーキンググループが設置されており各国が議長国を分担している。

### ITS世界会議
三つのITS団体（欧州：ERTICO、アメリカ：ITS America、アジア太平洋： ITS Japan）が毎年共同で開催する唯一の世界会議であり、技術開発、政策、市場動向など様々な観点を情報交換し、交通問題の解決やビジネスチャンスの創出を目的とした会議である。
研究の発表、展示などで構成され通常の開催期間は4〜5日間程度である。
1994年（第1回フランス・パリ）からITS世界会議が開催されている。日本での開催は、2004年名古屋市、2013年の東京都で、東京ビッグサイトや東京国際フォーラムなどで展示公開が行われた。
欧州、アジア太平洋、米州の順番で開催される。
| 回数 | 年   | 開催都市         | 開催国           | 会期              | 参加国/地域 | 参加者 | 出展数 | セッション数 | 論文数 |
| ---- | ---- | ---------------- | ---------------- | ----------------- | ----------- | ------ | ------ | ------------ | ------ |
| 1    | 1994 | パリ             | フランス         | 11月30日-12月3日  | 11          | 2,200  | 74     | 94           | 483    |
| 2    | 1995 | 横浜             | 日本             | 11月9日-11月11日  | 38          | 3,400  | 49     | 59           | 469    |
| 3    | 1996 | オーランド       | アメリカ         | 10月14日-10月18日 | 37          | 5,000  | 150    | 153          | 797    |
| 4    | 1997 | ベルリン         | ドイツ           | 10月21日-10月24日 | 43          | 5,000  | 189    | 121          | 594    |
| 5    | 1998 | ソウル           | 韓国             | 10月12日-10月16日 | 50          | 23,960 | 85     | 104          | 768    |
| 6    | 1999 | トロント         | カナダ           | 11月8日-11月12日  | 58          | 4,661  | 152    | 123          | 540    |
| 7    | 2000 | トリノ           | イタリア         | 11月6日-11月9日   | 53          | 7,300  | 197    | 144          | 611    |
| 8    | 2001 | シドニー         | オーストラリア   | 9月30日-10月4日   | 46          | 3,818  | 166    | 110          | 500    |
| 9    | 2002 | シカゴ           | アメリカ         | 10月14日-10月17日 | 42          | 4,376  | 239    | 129          | 512    |
| 10   | 2003 | マドリード       | スペイン         | 11月16日-11月20日 | 75          | 6,300  | 233    | 167          | 727    |
| 11   | 2004 | 名古屋           | 日本             | 10月18日-10月24日 | 53          | 61,394 | 250    | 92           | 763    |
| 12   | 2005 | サンフランシスコ | アメリカ         | 11月6日-11月10日  | 55          | 7,130  | 163    | 136          | 710    |
| 13   | 2006 | ロンドン         | イギリス         | 10月8日-10月12日  | 75          | 7,262  | 243    | 143          | 899    |
| 14   | 2007 | 北京             | 中国             | 10月9日-10月13日  | 52          | 42,000 | 163    | 107          | 851    |
| 15   | 2008 | ニューヨーク     | アメリカ         | 11月16日-11月20日 | 66          | 8,057  | 250    | 300          | 1,021  |
| 16   | 2009 | ストックホルム   | スウェーデン     | 9月21日-9月25日   | 64          | 8,512  | 254    | 118          | 811    |
| 17   | 2010 | 釜山             | 韓国             | 10月25日-10月29日 | 84          | 38,700 | 213    | 223          | 1,037  |
| 18   | 2011 | オーランド       | アメリカ         | 10月16日-10月20日 | 59          | 6,510  | 210    | 210          | 1,037  |
| 19   | 2012 | ウィーン         | オーストリア     | 10月22日-10月26日 | 91          | 9,952  | 345    | 304          | 871    |
| 20   | 2013 | 東京             | 日本             | 10月14日-10月18日 | 65          | 20,691 | 238    | 250          | 1,000  |
| 21   | 2014 | デトロイト       | アメリカ         | 9月7日-9月11日    | 65          | 9,100  | 330    |              |        |
| 22   | 2015 | ボルドー         | フランス         | 10月5日-10月9日   | 102         | 12,249 | 433    | 250          |        |
| 23   | 2016 | メルボルン       | オーストラリア   | 10月10日-10月14日 | 73          | 11,496 | 278    |              |        |
| 24   | 2017 | モントリオール   | カナダ           | 10月29日-11月2日  | 54          | 6,000  | 301    |              |        |
| 25   | 2018 | コペンハーゲン   | デンマーク       | 9月17日-9月21日   | 96          | 10,000 | 400    |              |        |
| 26   | 2019 | シンガポール     | シンガポール     | 10月21日-10月25日 | 95          | 14,700 | 321    | 214          |        |
|      | 2020 |                  |                  |                   |             |        |        |              |        |
| 27   | 2021 | ハンブルク       | ドイツ           | 10月11日-10月15日 | 66          | 13,200 | 198    | 210          |        |
| 28   | 2022 | ロサンゼルス     | アメリカ         | 9月18日-9月22日   | 64          | 6,500  | 211    |              |        |
| 29   | 2023 | 蘇州             | 中国             |                   |             |        |        |              |        |
| 29   | 2024 | ドバイ           | アラブ首長国連邦 |                   |             |        |        |              |        |
| 29   | 2025 | アトランタ       | アメリカ         |                   |             |        |        |              |        |